# La Tournée des roses et des orties
 (avril 2024).
Si vous disposez d'ouvrages ou d'articles de référence ou si vous connaissez des sites web de qualité traitant du thème abordé ici, merci de compléter l'article en donnant les références utiles à sa vérifiabilité et en les liant à la section « Notes et références ».
Albums de Francis Cabrel
Des roses et des orties
(2008) Vise le ciel
(2012)
La Tournée des roses et des orties est un album live de Francis Cabrel qui contient les chansons qu’il a interprétées durant la tournée du même nom. Cette tournée fait suite à la sortie en mars 2008 de l’album Des roses et des orties. Il est vendu accompagné d'un DVD bonus contenant d’autres chansons interprétées en live ainsi que des vidéos des « coulisses » de la tournée. Il est sorti en 2009.

## Liste des morceaux
| 1.  | Samedi soir sur La Terre     |  |
| 2.  | Des roses et Des orties      |  |
| 3.  | Les Cardinaux en costume     |  |
| 4.  | Assis sur le rebord du monde |  |
| 5.  | Ma place dans le trafic      |  |
| 6.  | La Fille qui m’accompagne    |  |
| 7.  | Les Gens absents             |  |
| 8.  | La Robe et l’Échelle         |  |
| 9.  | La Corrida                   |  |
| 10. | Des hommes pareils           |  |
| 11. | L’Encre de tes yeux          |  |
| 12. | Octobre                      |  |
| 13. | Petite Marie                 |  |
| 14. | African Tour                 |  |
| 15. | Le Chêne liège               |  |
| 16. | Le Cygne blanc               |  |
| 17. | Telecaster                   |  |
| 18. | Encore et encore             |  |
| 19. | Sarbacane                    |  |
| 20. | Mademoiselle l’Aventure      |  |
| 21. | Madame n’aime pas            |  |
| 22. | Rosie                        |  |
| 23. | L’Ombre au tableau           |  |
| 24. | Né dans le bayou             |  |
| 25. | Je l’aime à mourir           |  |

| 1. | Sur la route des roses                                  |  |
| 2. | Le Band                                                 |  |
| 3. | Le Coin des Guitares                                    |  |
| 4. | Le Concert de la ville rose (extraits)                  |  |
| 5. | La Fabrique (The Millworker) (en duo avec James Taylor) |  |
| 6. | Répondez-moi                                            |  |
| 7. | La Dame de Haute Savoie                                 |  |
| 8. | Je t’aimais, je t’aime, je t’aimerai (en duo avec Zaho) |  |